# Падането на Берлин (филм)
Падането на Берлин (на руски: Падение Берлина) е съветски военен и пропаганден филм от 1950 г., който е разделен на две части. Той е продуциран от Mosfilm Studio и режисиран от Михаил Чиаурели, със сценарий, написан от Пьотър Павленко, и музикална партитура, композирана от Дмитрий Шостакович. Изобразявайки историята на Втората световна война слага акцент върху силно положителното описание на ролята на съветския диктатор Йосиф Сталин (игран от Михаил Геловани) и ролята, която играе в събитията на войната. Филмър се смята за една от най-важните прояви на култа към личността на Сталин и е забележителен пример за съветски реализъм. След десталинизацията филмът е забранен в Източния блок за няколко десетилетия.

## Сценарий

### 1 Част
На 22 юни, 1941 г. Алексей Иванов, срамежлив работник от стоманодобивна фабрика, изпява да надвиши своята производствена квота и е избран да получи ордена Ленин и да има лично интервю с Йосиф Сталин. Алексей се влюбва в учителката-идеалист Наташа, но изпитва трудности да се сближи с нея. Когато среща Сталин, който се грижи за градината си, дикатора му помага да разбере емоциите си и му казва да рецитира поезия. След това двамата обядват с останалата част от съветското ръководство в дома на Сталин. След като се завръща от Москва, Алексей признава любовта си на Наташа. Докато и двамата се разхождат в житно поле, полето е бомбардирано от луфтвафе, градът им е нападнат от германците, които нахлуват в Съветския съюз.
Алексей губи съзнание и изпада в кома за няколко месеца. Когато се събужда, доктор му казва, че Наташа е изчезнала и че германците са пред портите на Москва. В столицата Сталин планира отбраната на града, обяснявайки на деморализирания генерал Георгий Жуков как да разположи силите си. Алексей става доброволец в Червената армия и участва в парада на Октомврийската революция през 1941 г. и в битката за Москва. В Берлин, след като получава благословията от посланиците на своите съюзници – Испания, Турция, Ватикана, Румъния и Япония – и наблюдава дълга колона от съветски роби-работници, Наташа е сред тях, Адолф Хитлер е бесен да чуе, че Москва не е превзета от германците. Той освобождава Валтер фон Браухич от службата му и предлага командването на Вермахта на Герд фон Рундщет; който отказва, като казва че Сталин е велик лидер и че след като Германия са били победени от Русия в 1917 г., поражението на Германия в тази война е сигурно. Хитлер заповядва да се превземе Сталинград. Междувременно Херман Гьоринг преговаря с измисления британския капиталист и индустриалист Чарлз Бедстоун, който доставя на Германия необходимите материали за да продължава войната си срещу СССР. След като 6-та армия е победена в Сталинград Василий Чуйков казва на Иванов, че Сталин винаги се бори с Червената армия. Филмът прескача към конференцията в Ялта, където Сталин и неговите западни съюзници обсъждат бъдещето на войната и след военните сфери на влиянуе. Чърчил и Русевелт са представени като некомпетентни лидери, чиито армии са били неподготвени за война

### 2 Част
След конференцията Сталин пита своите генерали кой ще превземе Берлин, те или западните съюзници. Генералите отговарят, че те ще превземат столицата на Германия. Гвардейската дивизия на Алексей напредва към Берлин, като взимат зееловските възвишения в Зееловско-Берлинската операция, междувременно Хитлер получава нервен срив и настоява войниците му да се бият докрай. Германците планират да екзекутират затворниците от безименен концентрационен лагер, в който е държана Наташа, преди пристигането на Червената армия, но отряда на Алексей освобождава затворниците, преди да бъдат екзекутирани. Наташа припада и той не я намира. Хитлер и германското ръководство изпадат още повече отчаяние и губят все повече контрол върху реалността колкото по-близко Съветите да са стигнали до Берлин. Хитлер заповядва да се наводнят станциите на метрото, когато Съветите се приближават, удавяйки хиляди цивилни. След това той се жени за Ева Браун, която отравя кучето му Блонди, след което Хитлер се самоубива чрез отравяне. Генерал Ханс Кребс съобщава новината за смъртта на Хитлер на Червената армия и моли за прекратяване на огъня. Сталин нарежда да се приеме само безусловна капитулация. Алексей е избран да носи Знамето на победата, заедно с Михаил Егоров и Мелитон Кантария. Тяхната дивизия щурмува Райхстага и тримата издигат знамето на върха му. Германците се предават и войниците на Червената армия от целия СССР празнуват победата. Самолетът на Сталин каца в Берлин и той е посрещнат от ентусиазирана тълпа от хора от „всички нации“, държащи плакати с неговата снимка и развяващи знамена на различни съюзници на Съветският съюз. Сталин държи реч, в която призовава за световен мир. Стоейки в тълпата, Алексей и Наташа се разпознават и се събират отново. Наташа моли Сталин да ѝ позволи да го целуне по бузата му и те се прегръщат, докато затворниците възхваляват Сталин на много езици. Филмът завършва с пожеланието на Сталин за мир и щастие.

## Актьорски състав
- Борис Андреев е Алексей Иванов
- Михаил Геловани е Йосиф Сталин
- Юри Тимошенко е Костя Зайченко
- Мария Ковалиова е Наташа Румиантсева
- Владимир Севелиев е Адолф Хитлер
- Владимир Кенигсон е генерал Ханс Кребс
- Максим Щраукх е Вячеслав Молотов
- Николай Мординов е Лаврентий Берия (премахнат в 1953)
- Алексей Грибов е Климент Ворошилов
- Николай Ризжов е Лазар Каганович
- Александър Кханов е Николай Булганин
- Граврийл Белов е Михаил Калинин
- Рубен Симонов е Анастас Микоян
- Фиодор Блазжевич е маршал Георгий Жуков
- Андрей Абрикосов е генерал Алексей Антонов
- Константин Бартасшевич е генерал Васили Соколовски
- Сергей Блиников е маршал Иван Конев
- Борис Ливанов е маршал Константин Рокосовски
- Владимир Лиубимов е маршал Александър Василевски
- Борис Тенин е генерал Васили Чуйков
- Михайл Сидоркин е Ггенерал Сергей Штеменко
- Олег Фреликх е Франклин Делано Рузвелт
- Виктор Станитсин е Уинстън Чърчил
- Мари Новакова е Ева Браун
- Яан Верикх е Хермън Гьоринг
- Николаи Петрункин е Йосеф Гьобелс
- Владимир Ренин е маршал Герд фон Рундстед
- Николаи Плотников е маршал Валтер фон Браухич
- Владимир Покровски е генерал Алфред Йодъл
- Карел Роден Младши. е Чарълс Бедстоун
- Мирослав Хомола е Хеинз Линге (наречен е К. Хомола)
- Димитри Дубов е Михаил Йегоров
- Георги Татишливи е Мелитон Кантария
- Верико Анхапаридже е майка на убития Германски войник Ханс
- Николай Боголюбов е Кхмелнитски
- София Хиатсинтова е Антонина Иванова, майката на Иванов
- Йевгения Мелникова е Лидия Николаиева, секретарка
- Димитри Павлов е Томашевич
- Андрей Петров е пилот
- Иван Соловиов е Джонсън
- Тамара Носова е Катя
- Леонид Пирогов е Джеймс Ф. Бърнс

## Производство

### Заден план
Култът на личността на Сталин, който започва да се проявява още в края на 30-те години, е маргинализиран по време на Втората световна война; за да мобилизират населението срещу врага, съветските филми се фокусират върху историческите герои, защитили Русия, или върху подвизите на самите хора. Героят на диктатора се появява само в два филма по време на войната. Въпреки това, тъй като победата изглежда сигурна, Сталин затяга контрола си върху всеки аспект на съветското общество, включително киното. След 1945 г. неговият култ се завръща на екрана с интензивност, която никога не е била срещана преди и той се самоопределя за единствения архитект на поражението на Германия. Историчката Денис Дж. Юнгблуд пише, че малко след това остават само три вида военни герой: „мъртвите, осакатените и Сталин“.

### Началото
Михаил Чиаурели, любимият режисьор на Сталин както и негов сънародник, и писателят Пьотр Павленко вече са си били сътрудничили, за да създадат филмът от 1946 г. „Клетвата“ който е бил създаден със същата цел акто Падането на Берлин, това бивайки целта да разшерят култът на самоличността на Сталин. Съветският министър на киното, Иван Болшаков, инструктира и двамата да започнат работа по „Падането на Берлин“ малко след излизането на „Клетвата“ на 29 юли 1946 г. Филмът е замислен като подарък от студиото „Мосфилм“ на Сталин за официалния му 70-ти рожден ден който трябвал да се проведе на 21 декември 1949 г. Падането на Берлин трябвало да бъде част от цикъл от десет филма за ролята на премиера във Втората световна война, озаглавен „Десетте удара на Сталин“, въпреки че не съответствал на едноименната серия от кампании на Източния фронт. Проектът е изпълнен само частично заради смъртта на Сталин на 5 март 1953 г.

### Развитие
Както при всички филми, в които неговият герой се появява, Сталин проявява силен интерес към работата по „Падането на Берлин“. Диктаторът променя написаното от Павленко, прочитайки ръкописа на сценария и коригирайки няколко граматически грешки, той също изтрива кратка част, в която германски цивилен в Берлин увещава семейството си да побърза и да се евакуира от града, когато Червената армия се приближава. Германският историк Ларс Карл смята, че това е сигнал за неговата решимост да демонстрира, че цивилното население е нямало от какво де страхува от Червената армия. Филмът е първият игрален филм за битката за Берлин и събитията в бункера на Хитлер, предшестващ Der letzte Akt с пет години.
Едвард Радзински твърди, че баща му е чул от Павленко, че Берия му е казал Обетът трябва да бъде „възвишен филм“, целящ да идентифицира Сталин с Исус : Ленин, успоредно с Йоан Кръстител, го признава за Месия; „изразът на този семинарист издаде авторството на това наблюдение“. Радзински добавя , че Падането на Берлин „доразвива темата“, тъй като завършва „с апотеоз : Сталин пристига със самолет... В бялото облекло на ангел, слизащ от облаците“, той „се разкрива пред очакващите хора. .. Те прославят Месията на всички езици." Руският историк Александър Прохоров смята, че филмът е повлиян от нацистки пропагандни филми. Авторът Джон Райли претендира за сцената, в която самолетът на Сталин пристига в Берлин – която е измислена; Сталин никога не е летял до германската столица, камо ли в деня на превземането на Райхстага, той също е имал фобия от летенето на самолет. – е моделиран след кацането на Хитлер в Нюрнберг от Триумфа на волята. . И че краят на филма е вдъхновен от подобна поредица от Колберг; щурмуването на Райхстага „пародира“ клането на Одеските стълби от броненосеца „Потьомкин“, жест, предназначен да се подиграе със Сергей Айзенщайн.
Според спомените на Светлана Алилуева, Чиаурели се обърнала към баща си с идеята да съчетае съдбата на сина си Яков Джугашвили в заговора. Сталин веднага отхвърлил това. Съветският актьор Артьом Карапетян твърди, че съпругата на Чиаурели, актрисата Верико Анджапаридзе, му е казала, че Сталин е бил толкова възмутен, когато е чул, че Лаврентий Берия – който стои наблизо – бръкнал в джоба на панталоните му, „вероятно за пистолета си“. Дъщерята на режисьора, Софико Чиаурели, казва че баща ѝ „знае, че е спасен“, когато Сталин изтрил сълзите от очите си, докато гледал Геловани да слиза от самолета и промърморил „Само да бях отишъл в Берлин“.

### Основна фотография
Чиаурели довежда около 10 000 съветски екстри в Берлин за снимките и също така наема много местни жители за последователността от наводняване на тунела; той не можел да работи в Райхстага, тъй като той се намирал в британската зона на Западен Берлин, а той заснимал филма главно в студиото Бабелсберг. Въпреки това, повечето от сцените, чиито деиствия се развиват в германската столица, са заснети в разрушени градове в Балтийския регион. Освен това умален модел на Берлин с размери над един квадратен километър е построен в студията на Мосфилм; тази миниатюра трябвала да създаде градските бойни сцени в края на 2 част.
Съветската армия предоставя пет дивизии, поддържащите ги артилерийски формации, четири танкови батальона, 193 военни самолета и 45 пленени немски танка, за да пресъздадат битките на открито, описани в „Падането на Берлин“. Те изразходват 1,5 милиона литра гориво по време на филмирането.
Падането на Берлин е един от първите цветни филми, заснети в Съветския съюз. Производителите използват макари Agfacolor, взети от студиата на UFA в Нойбабелсберг.

### Музика
Композиторът Дмитрий Шостакович, който е обвинен във формализъм през 1948 г., е призован да композира партитурата на филма. Вано Мурадели казва, че приносът му към „Падането на Берлин“ и други сталинистки филми е единственото нещо, което го е спасило от преследване от НКВД. Райли пише, че музиката на филма, заедно с Песента на горите, „е най-близкото кето Шостакович е стигнал до показване на явна възхвала към Сталин.“ Едно допълнително музикално парче, използвано в Падането на Берлин, е Сватбеният марш на Феликс Менделсон, чут по време на сцената, в която Хитлер се жени за Ева Браун във фюрербункера; маршът е бил забранен в нацистка Германия. Според Райли не е ясно дали Чиаурели е възнамерявал оцвети нацистите като хипокрити и глупаци, като ги представя като неспособни да разпознаят предмет, който са забранили, или той просто не е знаел за забраната.
Саундтрак за 1 част
1. Основно заглавие, част 1 (2:44)
2. Красив ден (2:14) [придружен от детски хор, пеещ Красив ден; текстове от Евгений Долматовски .]
3. Альоша край реката (1:39)
4. Градината на Сталин (2:04)
5. Альоша и Наталия в полята / Атака (3:55)
6. Приемът на Хитлер (1:31)
7. В опустошеното село (2:39)
8. Напред! (0:58)

Саундтрак за 2 част
1. Основно заглавие, част 2 (2:06)
2. The Roll Call / Attack at Night (3:02)
3. Щурм на Сееловските височини (6:26)
4. Наводнението на метростанцията (1:11)
5. Последната битка за Райхстага / Смъртта на Костя (4:06)
6. Смъртта на Юсуф / Червеното знаме (3:41)
7. Сталин на летище Берлин (4:28)
8. Финал / Речта на Сталин / Альоша и Наташа се събраха отново (2:43) [7. и 8. придружено от хор, пеещ Слава на Сталин; текстове от Евгений Долматовски .]

## Рецепция

### Първоначалена реценпция
Падането на Берлин ее издаден месец след рождения ден на Сталин, на 21 януари 1950 г. – двадесет и шестата годишнина от смъртта на Владимир Ленин. В СССР той е гледан от 38,4 милиона зрители, превръщайки се в третия най-популярен съветски филм от 1950 г. Режисьорът Михаил Чиаурели, писателят Пьотр Павленко, операторът Леонид Косматов, композиторът Дмитрий Шостакович и актьорите Михаил Геловани, Борис Андреев и Владимир Кенигсън са удостоени със Сталинова награда1-ва степен за работата си във филма. В Чехословакия филмът печели Кристален глобус на 5-ия Международен филмов фестивал в Карлови Вари.
В деня на пукането на филма „Литературная газета“ публикува колона на Александър Щайн, в която той описва филма като „прекрасен... правдив портрет на отношенията между народа и лидера... и любовта на всички хора към Сталин“. Ден по-късно Всеволод Пудовкин пише в „Съветско изкуство“: „това е изключителна творба на съветското кино“, която представя „в дълбока дълбочина и в огромен мащаб... смело, творческо представяне на темата... живо демонстрация на непрекъснато развиващия се жанр на социалистическия реализъм." Картината е ентусиазирано рекламирана от съветската преса. Серия от статии в „Правда“ го възхвалява като автентично представяне на историята. Тези ревюта възхвалят култът на самоличността, пропаганиран от филмът
Публичната реакция на филма е наблюдавана от правителството: в меморандум до Михаил Суслов от 11 март 1950 г. двама служители от отдела за пропаганда на Всесъюзната комунистическа партия на болшевишките съобщават, че вестник „Изкуство и живот“ е получил множество писма от зрители, които – въпреки че като цяло одобрявали филма – критикуват различни аспекти на сюжета; много от тях посочиха младешкото поведение на Иванов като недостойно за стахановец и войник. Подполковник Евгени Черноног, ветеран от войната, гледал падането на Берлин в нетрезво състояние. След това той коментира: „А откъде се взе този ангел?! Не сме го виждали там.“. Арестуван е и осъден на осем години в ГУЛАГ.
Източно германскиято првителство също рекламира прекомерно филма; той е официално класифициран като документален филм и всички военнослужещи от Ресервната народна полиция са задължени да го гледат. Въпреки това, падането на Берлин е прието с малко ентусиазъм от населението. Години по-късно, в статия, която е написал за списание Deutsche Filmkunst на 30 октомври 1959 г., Зигфрид Силберман – директор на държавния филмов дистрибутор Прогрес Филм – приписва този отговор на ефекта, който годините на антисъветска пропаганда имали върху германския народ.
Френският критик Жорж Садул пише в Лес Летрес Франкаисес : „В СССР филмите вече не са стока... Те се превърнаха в средство за разпространение на идеология и се произвеждат от инженери на човешката душа ... Някои естетики днес се застъпват за американската ноарни филми, но в бъдеще само специалистите ще се интересуват от тези музеи на ужаса, останките от една мъртва епоха... Докато мнозинството от хората ще аплодират Падането на Берлин ." Във Франция са филмът продава 815 116 билета.
Когато филмът е внесен в Обединеното кралство от Обществото за културни връзки със СССР през 1952 г., Британският борд на филмовата цензура обмисля да я забрани, особено след като атакува тогавашният министър-председателя Уинстън Чърчил. Частни прожекции на филма са организирани както за членовете на парламента в Уестминстър, така и за министър-председателя в резиденцията му в Чартуел. Чърчил пише на историка Хю Тревър-Ропър през май, питайки за истинността на подземното наводнение в Берлин от Хитлер, а Ропър отговаря, че това е „митологизиране“ на историята. След като Министерството на външните работи заключава, че филмът е „твърде едностранчен, за да служи като ефективна комунистическа пропаганда“, тя е пусната без съкращения, с дълъг отказ от отговорност, който подчертава „предимствата да живееш в свободното британско общество“ и че съветските сценаристи напълно игнорира ролята на западните съюзници във войната. Филмът става най-успешният съветски или чуждестранен филм за Втората световна война, прожектиран във Великобритания през 40-те и 50-те години на 20 век. Тони Шоу отбелязал , че „Падането на Берлин“ се е радвал предимно на положителни отзиви по време на шест-седмичното си излъчване в Лондон и последвалите прожекции в страната, въпреки че някои също коментират, че е пресилена пропаганда; критиците на Да Съндей Таимс и Ивенинг Стандард изразяват мнение, че заличаването от страна на Съветите на приноса на Обединеното кралство и САЩ за победата е подобно на същото отношение, получено от Червената армия в западните продукции за войната.
Филмът е една от малкото чуждоезични картини, представени в програмата на BBC Кърент Релийз; бившият военен кореспондент Матю Халтън е поканен да коментира върху филма. Американското списание Върайъти го описва като „Руския отговор на многото американски и британски филми за войната... имащи някакво съвременно значение в светлината на напрежението между Запада и Съветския съюз“. Критик от Ню Йорк Таймс го нарича „оглушителна смесица от исторически показност и пожелателно мислене... режисирано така, сякаш животът му (на Чиаурели) зависи от това“ и – според автора Дейвид Коут, това е най-лошото осъждане, което може да бъде изравнен с него през деня – че има „сюжет в холивудски стил“. Той също така не одобрява историческата достоверност на сцената от Ялтенската конференция, докато Джон Хауърд Лоусън, наскоро освободен от затвора, я хвали като автентично описание на събитията. Служители в Арткино, разпространителя на филмът в САЩ, твърдят, че филмът е бил „вече гледан от 1,2 милиона души“ в Съединените щати до 9 юни 1952 г., ден след премиерата му там.

### Десталинизация
Смъртта на Сталин през март 1953 г. сигнализира за рязъко обръщане в политиката на Източния блок. След като Берия е арестуван, Чиаурели е инструктиран от новите управляващи да напусне Москва. Падането на Берлин е премахнато от обращение. Директива на Съветското бюро за износ на филми за спиране на прожекцията му достигна до Източна Германия през юли. През лятото на 1953 г. сцената, в която Алексей Иванов вечеря със Сталин и другите съветски лидери в Москва, е редактирана от всички налични копия; авторът Ричард Тейлър обвинява това появата на героя Берия там. Във версията след 1953 г. Иванов е представен на Сталин и след това е показан да се разхожда с Наташа в житното поле.
На 25 февруари 1956 г. Никита Хрушчов изнася реч, която осъжда култа към личността на Сталин пред 20-ия конгрес на Комунистическата партия на Съветския съюз. По средата той каза на публиката:
„Да си припомним филма „Падането на Берлин“. Тук действа само Сталин. Той издава заповеди в зала, в която има много празни столове. Само един човек се приближава до него, за да му докладва нещо – това е Поскребишев ... И къде е военното командване?Къде е Политбюро? Къде е правителството? Какво правят и с какво се занимават? Няма нищо за тях във филма.Сталин действа за всички,не се съобразява с никого.Пита никой за съвет. Всичко се показва на хората в тази фалшива светлина. Защо? Да се обгради Сталин със слава – противно на фактите и противно на историческата истина.“
След речта филмът е напълно забранен и всички негови копия са оставени в архивите на партията. Въпреки това той продължава да се прожектира в Китайската народна република, чието ръководство се противопоставя на критиките на Хрушчов към Сталин. Про-сталинистките протестиращи в грузинските демонстрации през март 1956 г. включват искане за прожектиране на филма в списъка си с искания към новото правителство.

### Критичен анализ
Историкът Николас Хюлбуш разглежда падането на Берлин като представяне на укрепващата политическа и култува власт на Сталин. Той го сравнява с първия фантастичен филм, който включва премиерата от 1939 г. .Ленин през 1918 г., който изобразява Сталин като най-предания последовател на Владимир Ленин; и на Обетът, в който той е избран за наследник на Ленин и полага клетва да пази наследството си. В „Падането на Берлин“ Ленин не влияе върху сюжета. Вместо да бъде наследник на основателя на държавата, легитимността на Сталин сега се основявала на неговото ръководство на СССР по време на войната.
Дениз Йънгблуд написваа, че макар и да не е първият, който изобразява Сталин като „върховен герой от войната“ – това вече е направено във филми като Битката за Сталинград – падането на Берлин го издига до нов статус: „той обожествява Сталин“. Ричард Тейлър посочва, че лидерът е единственият, който взема решения в сюжета, единственият отговорен за побеждаването на Нацистка Германия, а всички останали герои са или подчинени, или противопоставени към Съветският съюз. Стоическото спокойствие на Сталин е подчертано, като умишлено се противопостави на истеричния гняв на Хитлер или на бавното остроумие на Георги Жуков, който е изобразен в съответствие с политическия му статус в края на 40-те години, след като е отбягван от Сталин: Жуков не е дори сред генералите, приели Сталин в Берлин във филмът. Освен това повечето герои – от Наташа до Герд фон Рундщет – го хвалят като велик лидер и полковник. Авторката Катерина Кларк изтъква, че Сталин, освен функцията си на велик капитан, е бил направен като главен фактор за романтична връзка във филма. Преди да го срещне, Алексей не е в състояние да изрази любовта си към Наташа. Философът Славой Жижек коментира, че лидерът е изиграл ролята на „магьосника и сватовника, който мъдро води двойката до събиране“. Геройът на Алексей не е предназначен да бъде възприеман като индивид, а по-скоро като символ на целия съветски народ: той е изобразен като архетипен работник; неговата рождена дата е дадена като 25 октомври 1917 г. според юлианския календар, денят на Октомврийската революция.
Във филма има и много препратки към политическата ситуация в Европа след войната. Турция, която е неутрална страна по време на войната, но съперник на Съветския съюз в Студената война, е представена като държава от Оста и като враг на СССР; турският посланик дори поздравява Хитлер от името на турският президент Исмет Иньоню. Подчертани са и нацистките симпатии на посланика на Ватикана Чезаре Орсениго. Чърчил, разглеждан като враг след речта си във Фултън през 1946 г., е представен по силно негативен начин. Бивайки оцветен като слабоумен човек който прелича повече като митичен гоблин, от колкото на човек.
Филмът се смята от много критици за олицетворение на култа към личността на Сталин в киното: Дениз Йънгблъд пише, че „не е възможно да се стигне по-далеч“ в „преклонението“ към него; Филип Бубайър твърди, че култът е достигнал „изключителни размери“ с излизането си; Ларс Карл смята, че „стои над всяка друга част от култа“; Славой Жижек го смята за „върховен случай на сталинския епос“ Николас Хюлбуш коментира, че това е „зенитът“ на представянето на екранното „алтер-его“ на Сталин; и Ричард Тейлър вярва, че това е „апотеозът на култа на Сталин към Сталин“.

### Възстановяване
През 1991 г., след разпадането на Съветския съюз, Падането на Берлин имал първата си публична прожекция от четиридесет години по време на 48-ия Международен филмов фестивал във Венеция.
In 1993, Dušan Makavejev included footage from the film in his picture Gorilla Bathes at Noon.
През 2003 г. филмът е реставриран от фирма от Тулуза със сравнително лошо качество. През 2007 г. е преиздадена от американската група Интернашионал Хисторикъл Филмс. Нито една от наличните версия съдържа сцената с Берия, въпреки че изглежда съществуват няколко стари нецензурирани копия на филма.